# Ā̊
Ā̊ (minuscule : ā̊), appelé A macron rond en chef, est une lettre latine utilisée dans certaines romanisations de l’avestique.
Il s’agit de la lettre A diacritée d’un macron et d’un rond en chef.

## Représentations informatiques
Le A macron rond en chef peut être représenté avec les caractères Unicode suivants : 
- décomposé et normalisé NFC (latin étendu A, diacritiques)[1],[2] :

| formes    | représentations | chaînes de caractères | points de code | descriptions                                              |
| --------- | --------------- | --------------------- | -------------- | --------------------------------------------------------- |
| majuscule | Ā̊               | Ā◌̊                    | U+0100 U+030A  | lettre majuscule latine a macron diacritique rond en chef |
| minuscule | ā̊               | ā◌̊                    | U+0101 U+030A  | lettre minuscule latine a macron diacritique rond en chef |

- décomposé et normalisé NFD (latin de base, diacritiques) :

| formes    | représentations | chaînes de caractères | points de code       | descriptions                                                          |
| --------- | --------------- | --------------------- | -------------------- | --------------------------------------------------------------------- |
| majuscule | Ā̊               | A◌̄◌̊                   | U+0041 U+0304 U+030A | lettre majuscule latine a diacritique macron diacritique rond en chef |
| minuscule | ā̊               | a◌̄◌̊                   | U+0061 U+0304 U+030A | lettre minuscule latine a diacritique macron diacritique rond en chef |